# Czech Hockey Games 2025
Betano Hockey Games 2025 se konaly od 1. do 4. května 2025 v Brně. Turnaje se účastnily reprezentace Česka, Švýcarska, Finska a Švédska. Pět utkání se odehrálo ve Winning Group Areně v Brně. Zápas mezi Švédskem a Švýcarskem se odehrál v hale Kolping Areně v Klotenu.

## Zápasy
| 1. května 2025 18:00 | Finsko | 2 : 4 (0:3, 1:0, 1:1) | Česko | Winning Group Arena, Brno Návštěvnost: 6 923 |  |

| Report                                                                      |                                                                             |                         | |                                                                                |
| Juuse Saros                                                                 | Juuse Saros                                                                 | Brankáři                | Karel Vejmelka                                                                                         | Rozhodčí: Michael Tscherrig Phillip Ströbel Čároví: Daniel Hynek Jiří Ondráček |
| Hämeenaho (Järvinen, Tolvanen) 31:01' Vittasmäki (Thomson, Järvinen) 43:42' | Hämeenaho (Järvinen, Tolvanen) 31:01' Vittasmäki (Thomson, Järvinen) 43:42' | 0:1 0:2 0:3 1:3 2:3 2:4 | 02:02' Lauko (Kovařčík) 12:31' Beránek (Černoch, Špaček) 12:38' Chlapík 59:58' Lauko (Krejčík, Špaček) | Rozhodčí: Michael Tscherrig Phillip Ströbel Čároví: Daniel Hynek Jiří Ondráček |
| 8 min                                                                       | 8 min                                                                       | Tresty                  | 2 min                                                                                                  | Rozhodčí: Michael Tscherrig Phillip Ströbel Čároví: Daniel Hynek Jiří Ondráček |
| 21                                                                          | 21                                                                          | Střely                  | 34 | Rozhodčí: Michael Tscherrig Phillip Ströbel Čároví: Daniel Hynek Jiří Ondráček |

| 1. května 2025 19:45 | Švýcarsko | 1 : 2 (1:0, 0:2, 0:0) | Švédsko | Kolping Arena, Kloten Návštěvnost: 6 576 |  |

| Report               |                      |             |                                                                           |                                                                |
| Leonrado Genoni      | Leonrado Genoni      | Brankáři    | Samuel Ersson                                                             | Rozhodčí: Jan Jaroš Robin Šír Čároví: Jiří Svoboda Vít Lederer |
| Moy (Loeffel) 07:54' | Moy (Loeffel) 07:54' | 1:0 1:1 1:2 | 34:13' Zibanejad (Wennberg, Carlsson) 36:28' Eklund (Carlsson, Zibanejad) | Rozhodčí: Jan Jaroš Robin Šír Čároví: Jiří Svoboda Vít Lederer |
| 11 min               | 11 min               | Tresty      | 2 min                                                                     | Rozhodčí: Jan Jaroš Robin Šír Čároví: Jiří Svoboda Vít Lederer |
| 20                   | 20                   | Střely      | 31                                                                        | Rozhodčí: Jan Jaroš Robin Šír Čároví: Jiří Svoboda Vít Lederer |

| 3. května 2025 12:00 | Švýcarsko | 8 : 2 (3:2, 3:0, 2:0) | Finsko | Winning Group Arena, Brno Návštěvnost: 4 753 |  |

| Report | |                                         |                                                  |                                                                |
| Sandro Aeschlimann | Sandro Aeschlimann | Brankáři                                | Emil Larmi Justus Annunen (od 34 minuty)         | Rozhodčí: Jan Jaroš Robin Šír Čároví: Jiří Svoboda Vít Lederer |
| 08:02' Glauser (Andrighetto) 15:57' Hofmann 16:38' Jung (Bertschy) 29:11' Andrighetto (Kukan, Malgin) 29:23' Hofmann (Bertschy) 33:25' Hofmann 44:40' Glauser 52:51' Moy (Riat) | 08:02' Glauser (Andrighetto) 15:57' Hofmann 16:38' Jung (Bertschy) 29:11' Andrighetto (Kukan, Malgin) 29:23' Hofmann (Bertschy) 33:25' Hofmann 44:40' Glauser 52:51' Moy (Riat) | 0:1 1:1 1:2 2:2 3:2 4:2 5:2 6:2 7:2 8:2 | Thomson (Pulli, Järvinen) 06:12' Lammikko 15:49' | Rozhodčí: Jan Jaroš Robin Šír Čároví: Jiří Svoboda Vít Lederer |
| 4 min | 4 min | Tresty                                  | 8 min                                            | Rozhodčí: Jan Jaroš Robin Šír Čároví: Jiří Svoboda Vít Lederer |
| 30 | 30 | Střely                                  | 19                                               | Rozhodčí: Jan Jaroš Robin Šír Čároví: Jiří Svoboda Vít Lederer |

| 3. května 2025 16:00 | Česko | 2 : 4 (0:1, 2:2, 0:1) | Švédsko | Winning Group Arena, Brno Návštěvnost: 6 911 |  |

| Report                                                             |                                                                    |                         | |                                                                              |
| Daniel Vladař                                                      | Daniel Vladař                                                      | Brankáři                | Arvid Söderblom | Rozhodčí: Phillip Ströbel Michael Tscherrig Čároví: Petr Šimánek Michal Zíka |
| 28:33' Košťálek (Pyrochta, Špaček) 37:30' Klapka (Lauko, Kovařčík) | 28:33' Košťálek (Pyrochta, Špaček) 37:30' Klapka (Lauko, Kovařčík) | 0:1 1:1 1:2 1:3 2:3 2:4 | Carlsson (Zibanejad, Andersson) 01:53' Zibanejad (Andersson, Carlsson) 29:14' Andersson (Carlsson) 34:39' Lundeström (Edvinsson) 58:27' | Rozhodčí: Phillip Ströbel Michael Tscherrig Čároví: Petr Šimánek Michal Zíka |
| 14 min                                                             | 14 min                                                             | Tresty                  | 33 min | Rozhodčí: Phillip Ströbel Michael Tscherrig Čároví: Petr Šimánek Michal Zíka |
| 26                                                                 | 26                                                                 | Střely                  | 29 | Rozhodčí: Phillip Ströbel Michael Tscherrig Čároví: Petr Šimánek Michal Zíka |

| 4. května 2025 12:00 | Švédsko | 6 : 2 (1:1, 3:0, 2:1) | Finsko | Winning Group Arena, Brno Návštěvnost: 4 083 |  |

| Report | |                                 |                                                                             |                                                                        |
| Samuel Ersson | Samuel Ersson | Brankáři                        | Juuse Saros                                                                 | Rozhodčí: Tomáš Mejzlík Jakub Zeliska Čároví: Michal Zíka Petr Šimánek |
| 08:38' Sörensen (Heed, Edvinsson) 22:10' Lindberg (Edvinsson, Willander) 34:19' Steen (Lundeström, Petersson) 38:45' Bengtsson (Friberg, Edvinsson) 52:26' Steen (G. Carlsson) 56:36' Sörensen (Lindberg) | 08:38' Sörensen (Heed, Edvinsson) 22:10' Lindberg (Edvinsson, Willander) 34:19' Steen (Lundeström, Petersson) 38:45' Bengtsson (Friberg, Edvinsson) 52:26' Steen (G. Carlsson) 56:36' Sörensen (Lindberg) | 0:1 1:1 2:1 3:1 4:1 4:2 5:2 6:2 | Ruohomaa (Saarijärvi, Erholtz) 03:28' Hämeenaho (Oksanen, Pärssinen) 48:35' | Rozhodčí: Tomáš Mejzlík Jakub Zeliska Čároví: Michal Zíka Petr Šimánek |
| 12 min | 12 min | Tresty                          | 18 min                                                                      | Rozhodčí: Tomáš Mejzlík Jakub Zeliska Čároví: Michal Zíka Petr Šimánek |
| 31 | 31 | Střely                          | 30                                                                          | Rozhodčí: Tomáš Mejzlík Jakub Zeliska Čároví: Michal Zíka Petr Šimánek |

| 4. května 2025 16:00 | Česko | 3 : 5 (1:1, 1:2, 1:2) | Švýcarsko | Winning Group Arena, Brno Návštěvnost: 5 881 |  |

| Report                                                                                       |                                                                                              |                                 | |                                                                              |
| Karel Vejmelka                                                                               | Karel Vejmelka                                                                               | Brankáři                        | Stéphane Charlin | Rozhodčí: Kristoffer Folkstrand Johan Wedin Čároví: Vít Lederer Jiří Svoboda |
| 03:45' O. Kovařčík (Kondelík, Špaček) 32:59' M. Kovařčík (O. Kovařčík, Pyrochta) 57:29' Flek | 03:45' O. Kovařčík (Kondelík, Špaček) 32:59' M. Kovařčík (O. Kovařčík, Pyrochta) 57:29' Flek | 1:0 1:1 1:2 1:3 2:3 2:4 2:5 3:5 | Egli (Moy, Knak) 11:19' Knak (Fora) 21:40' Egli (Baechler, Schmid) 30:14' Moy (Senteler, Knak) 45:34' Rohrbach (Baechler) 50:49' | Rozhodčí: Kristoffer Folkstrand Johan Wedin Čároví: Vít Lederer Jiří Svoboda |
| 12 min                                                                                       | 12 min                                                                                       | Tresty                          | 12 min | Rozhodčí: Kristoffer Folkstrand Johan Wedin Čároví: Vít Lederer Jiří Svoboda |
| 22                                                                                           | 22                                                                                           | Střely                          | 30 | Rozhodčí: Kristoffer Folkstrand Johan Wedin Čároví: Vít Lederer Jiří Svoboda |